# (6805) Abstracta
(6805) Abstracta (4600 P-L) – planetoida z pasa głównego asteroid okrążająca Słońce w ciągu 5,68 lat w średniej odległości 3,18 j.a. Odkryta 24 września 1960 roku.